# Ilet
Der Ilet (russisch Илеть, Mari Элнет, tatarisch Илләт/İllät) ist ein 204 km langer linker Nebenfluss der Wolga im europäischen Teil Russlands.

## Verlauf
Der Fluss entspringt im Osten der Republik Mari El, rund 10 km südlich der Siedlung städtischen Typs Mari-Turek. Er fließt zunächst in südwestliche Richtungen durch ein bewaldetes flaches Tal. Etwa 10 km südöstlich der Siedlung Morki erreicht er den Nordwesten der Republik Tatarstan, wo er die Irowka aufnimmt.
Nach 34 km auf tatarischem Gebiet fließt der Ilet südlich von Morki wieder nach Mari El. Nach der Einmündung des Aschit wechselt er seine Fließrichtung nach Westen und mäandriert sanft durch den waldreichen Südosten Mari Els. Östlich von Krasnogorski mündet der Juschut in den Ilet, der sich anschließend wiederum in vorwiegend südwestliche und südliche Richtungen wendet.
Etwa 5 km nordwestlich von Wolschsk erreicht der Ilet schließlich die Wolga, die hier die Grenze zwischen Mari El und der Republik Tschuwaschien bildet.

## Schiffbarkeit
Der Ilet ist in der eisfreien Zeit von Mitte April bis Mitte November auf seinem Unterlauf schiffbar. Da der Fluss an keiner größeren Stadt liegt, spielt die Schifffahrt im Gegensatz zur touristischen Nutzung durch Bootswanderer keine große Rolle.